# Kyawtuita
Kyawtuita é um mineral raro com uma fórmula simples: Bi 3+ Sb 5+ O 4 .  É um antimonato de bismuto natural. Kyawthuite é monoclínico, com grupo espacial I 2/ c, e é isoestrutural com clinocervantita, seu análogo trivalente de antimônio . Kyawtuita também é um análogo de antimônio da clinobisvanita . Kyawtuita foi descoberta nas proximidades de Mogok, em  Myanmar , uma área famosa por sua variedade de minerais de pedras preciosas. Apenas uma amostra de 0,3 grama da forma natural deste mineral foi encontrada e está armazenada no Museu de História Natural de Los Angeles.